# Bernardus Antonie van Beek

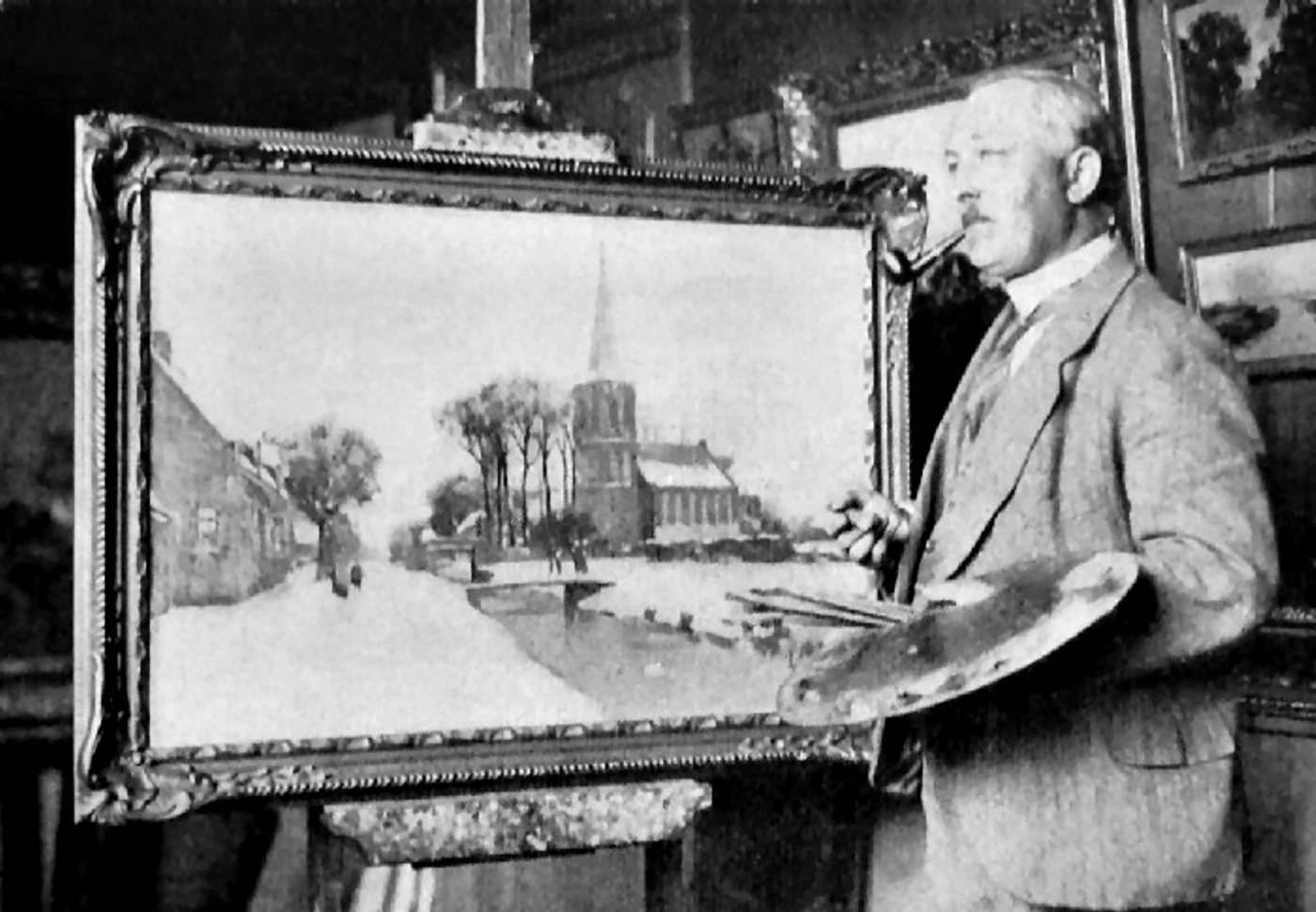
Bernard van Beek in seinem Atelier (um 1915)

Bernardus Antonie van Beek (* 30. Januar 1875 in Amsterdam; † 3. März 1941 in Kortenhoef) war ein niederländischer Maler. Er war ein Künstler, der keine Akademie besucht hatte, wird der Haager Schule zugerechnet und steht damit in der Tradition der Schule von Barbizon. Von seiner Motivwahl her finden sich auch Einflüssen des Amsterdamer Impressionismus.

## Leben und Werk
Zunächst arbeitete er bei seinem Vater als Dekorationsmaler. Anschließend besuchte er die Schule für Kunst und Handwerk. Dann bildete er sich vor allem in der Tafelbildmalerei weiter.
Van Beek ist an verschiedensten Orten im Norden Hollands tätig gewesen. Zunächst war er bis 1907 in Katwijk aan Zee. Dann hatte er ein Studio in Amsterdam. Ab 1911 ging er nach Kortenhoef (Wijdemeren), wo er bis 1931 blieb. Den Abschluss seiner Wanderschaft bildete Vreeland (Stichtse Vecht), wo er bis zu seinem Tode im Jahre 1941 als Maler tätig war.
In Kortenhoef, lernte er Paul Gabriël kennen, der großen Einfluss auf seine frühen Arbeiten hatte. Er führte ihn auch zu neuen Themen hin, wie die Seerosenlandschaften in den Moorgebieten, so auch um Kortenhoef. und die Torfarbeiten.
Dort stieß er auch auf Evert Pieters und Jan Hillebrand Wijsmuller.
Diese Lehrer aus der Haager Schule beeinflussten wesentlich seinen Malstil und die Vervollkommnung seiner Ausbildung. Bei seiner Palette wählte er bewusst immer solche Malmittel, die ein starkes Oberflächenlicht erzeugten. Damit folgte der Tradition der Haager Schule der 2. Generation – selbst das Wintergesicht hat bei ihm nicht die übliche Düsternis, sondern findet in der Aufhellung der gewählten Farbqualität seinen Ausdruck – dies ist ein  Resultat des Zusammenwirkens von Malgrund und des Farbmittels mit seinem Bindemittel. Bei den Stadtgesichtern greift er nahezu die Palette eines Jan Vermeer (1632–1675) auf, wie sie in der „Straße in Delft“ und eines Gerrit Adriaenszoon Berckheyde (1638–1698) „Der Große Markt in Haarlem mit der St. Bravo Kirche“ vergleichbar ist. Seine gewählten Farben sind eine feinfühlige Abwandlung des Alten bei Beibehaltung der Wesensmerkmale der Haager Schule. Besonders der gewählte, abgestufte Blauton als Botschaft der eingefangenen Stimmung ist ein wichtiges Charakteristikum seiner Gemälde.
Der Bildaufbau in die Formgebung korrespondiert mit dem der alten Niederländischen Landschaftsmalerei, also von links unten nach rechts oben steigend. Sein Bildhorizont bewegt sich vom unteren Drittel über die Bildhalbierende bis zum oberen Drittel.

## Zum Œuvre

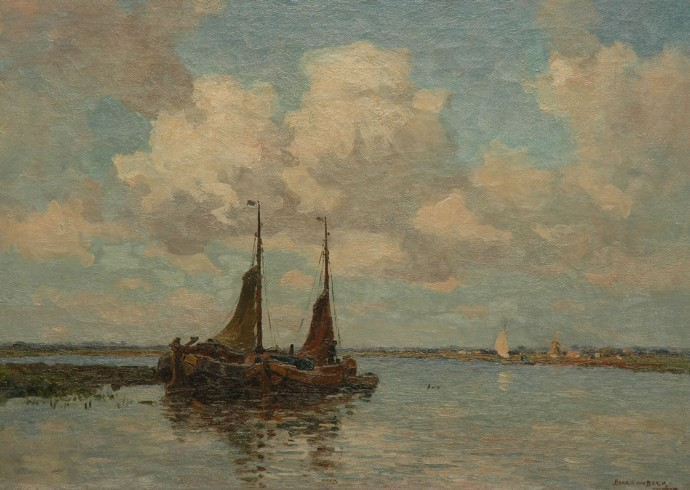
Einschiffen der Fischer nach Kortenhoef (etwa um 1910).

Seine gewählten Bildgattungen erstreckten sich vom Genre zur Landschaftsmalerei mit Szenen von der Sommerlandschaft über die Polderlandschaft zum Stadtgesicht hin. Kunsthistorisch ist er dem Amsterdamer Impressionismus zuzurechnen. Im Stillleben hatte er sich vornehmlich der Blume als Objekt angenommen. Darüber hinaus greift er das klassische Thema der Windmühle von Paul Gabriël (1828–1903), Jacob Maris (1837–1899) und Johan Hendrik Weissenbruch (1824–1903) auf, das in der Tradition eines Jacob van Ruisdael (1629–1682) im 1. Goldenen Zeitalter der Niederländischen Malerei steht.
Bekannt sind vor allem seine Landschaftsgesichter aus der unmittelbaren Umgebung von Kortenhoef. Dabei greif er auch das Fischerleben auf. Hier widmet sich vornehmlich dem Segelschiff als Erwerbsquelle und greift damit eine neue Thematik auf, die für ihn charakteristisch ist, die Binnenfischerei.
Auch verewigte er alte Stadtviertel. — In den 1920er-Jahren entdeckte er das helle, lichte Dorfgesicht. — Hier folgte der hellen Farbpalette eines Jan Vermeer und Gerrit Adriaenszoon Berckheyde.
Van Beek verstarb 1941 im Alter von nur 66 Jahren.

## Ausstellungen
- 1903 Stedelijke internationale tentoonstelling van kunstwerken van levende meesters, Stedelijk Museum, Amsterdam.
- 1907 Stedelijke internationale tentoonstelling van kunstwerken van levende meesters, Stedelijk Museum, Amsterdam.
- 1912 Stedelijke internationale tentoonstelling van kunstwerken van levende meesters, Stedelijk Museum, Amsterdam.

## Museen
- Goois Museum, Hilversum

## Galerie

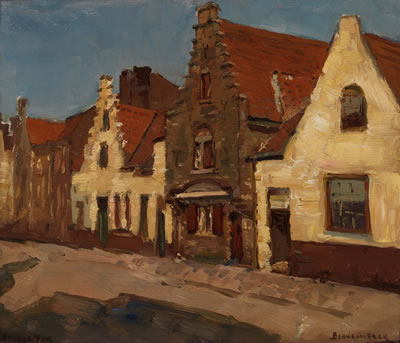
Straße in Brügge (etwa um 1910).
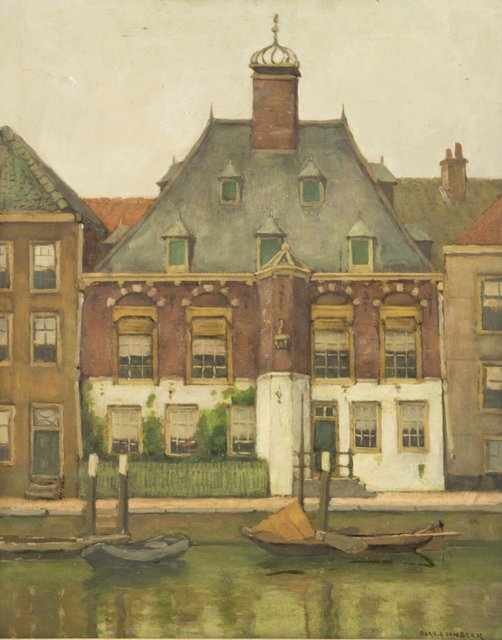
Stadthaus in Maassluis (etwa um 1920).
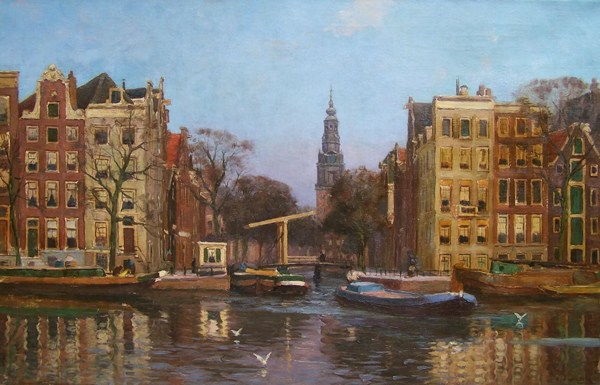
Voorburgwal in Amsterdam (etwa um 1920).
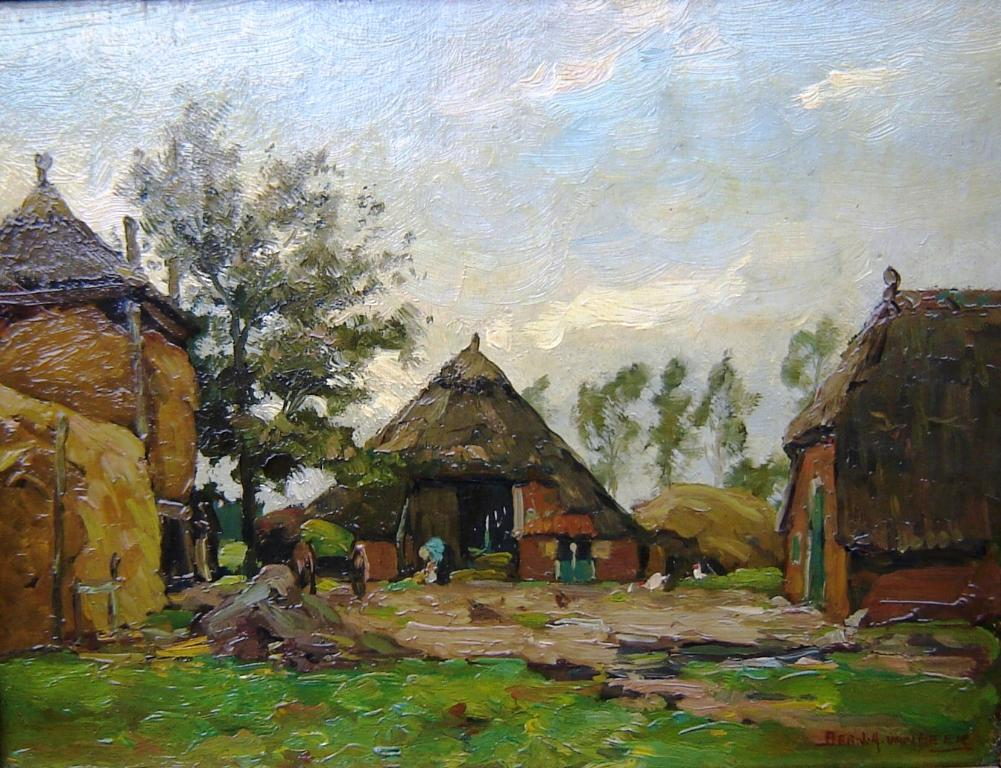
Bauernhaus (etwa um 1920).
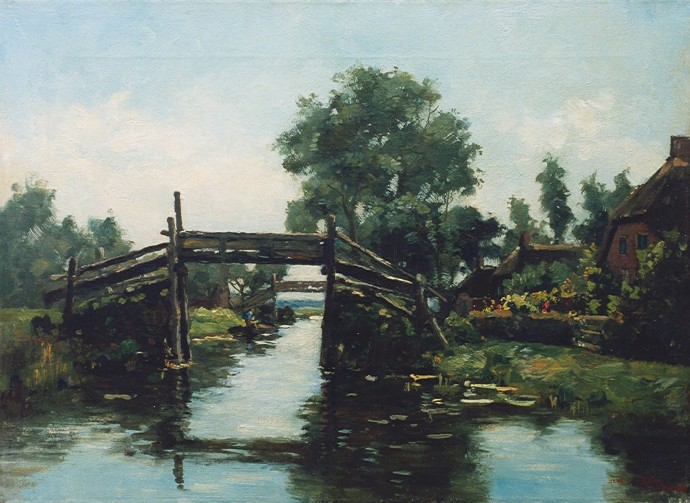
Steg vor Kortenhoef (etwa um 1910).
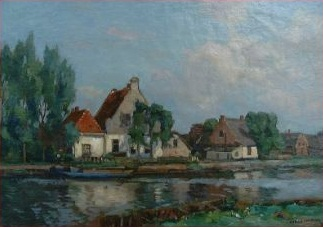
Häuser am Wasserarm (etwa um 1920).
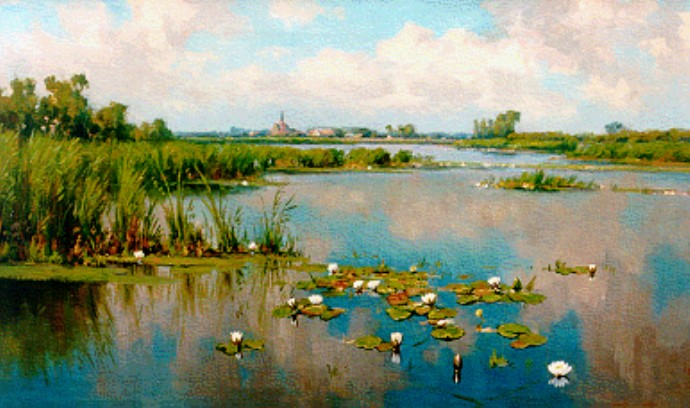
Seelilien bei Kortenhoef (etwa um 1920).
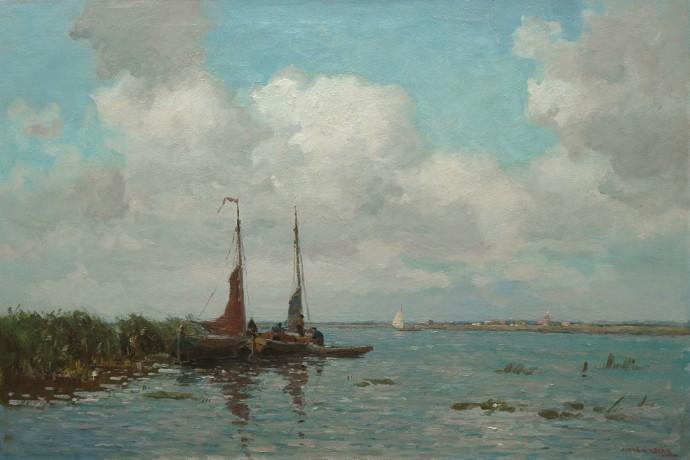
Fischerboote bei Kortenhoef (etwa um 1920).

## Zeitschriften
- Anonym: Bernard van Beek, 1875–30 Januari-1935. In: De Kunst. 27, 1935, S. 14.
- N. H. Wolf: Groepen-tentoonstelling in Arti: Bern. A. van Beek, Marianne Franken, C.M. Garms, Harrie Kuyten, H. IJkelenstam. In: De Kunst. 33, 1941, S. 42–43.
- R. Vetter, W. Vetter: Geesje van Calcar, een echte Mesdag. Schipluiden 2001, S. 75, passim.